# تقارب الشبكات الحاسوبية
تقارب الشبكات الحاسوبية (بالإنجليزية: Network Convergence)‏ يُقصد بمفهوم تقارب الشبكات هو توفير خدمات الإتصال سواء أكانت فيديو أو صوت أو معلومات داخل الشبكة الواحدة، بهدف تقديم أفضل الخدمات الممكنة بأقل الأسعار وبأعلى فاعليّة ممكنة، بحيث تُتاح عدة خيارات أمام المستخدمين.

## مقدمة
التقارب يتطلب حسب التعريف السابق التوحيد بين مختلف الخدمات التي توفرها شبكة حاسوبية ما وإضافة ودمج خدمات جديدة عليها، مثل أن يتم دمج الخدمات الإذاعية والبث التلفيزيوني وخدمة المؤتمر عبر الإنترنيت وغيرها ضمن نفس الشبكة، أي بمعنى دمج الاتصالات السلكية واللاسلكية، وبالتالي فهي تعني توفير مسارات جديدة لمزودي الاتصالات لتقديم خدماتهم سواء أكانت صوتية أو باستخدام الفيديو أو نقل للبيانات.

## أنواع تقارب الشبكات الحاسوبية
هناك بشكل عام ثلاثة أنواع من التقارب في الشبكات الحاسوبية، النوع الأساسي من تقارب الشبكة يقوم على الجمع والاتصال عبر الأنظمة الأساسية والشبكات، مما يسمح لعدة أنواع من الشبكات بالاتصال مع بعضها البعض ضمن معيار وبروتوكول مشترك معين. النوع الثاني هو تقارب خدمة الاتصالات السلكية واللاسلكية، والذي يسمح للشركات باستخدام شبكة واحدة لتوفير العديد من خدمات الاتصالات التي تتطلب في العادة شبكات منفصلة، النوع الثالث هو تقارب السوق, حيث تعمل الشبكة المتقاربة على تحفيز عمليات الاندماج والاستحواذ والتعاون بين الشركات بحيث يتم إنشاء كيانات تجارية جديدة لتقديم خدمات متعددة، قديمة وجديدة، ومعالجة مختلف الأسواق.